# Metachorischizus unicolor
Metachorischizus unicolor är en stekelart som beskrevs av Tohru Uchida 1928. Metachorischizus unicolor ingår i släktet Metachorischizus och familjen brokparasitsteklar. Inga underarter finns listade i Catalogue of Life.